# Cardamine impatiens
Cardamine impatiens, és una espècie fanerògama pertanyent a la família Brassicaceae.
És una planta herbàcia anual o biennal, prima i poc ramificada, que assoleix altures de 15 a 60 cm. Té fulles basals en una roseta arran de terra, que es marceixen abans de la florida, i fulles caulinars (a la tija). Entre maig i juliol fa flors blanques en un raïm dens.
A Catalunya es troba relativament comuna al Pirineu i al nord-est, i també al nord del País Valencià. Viu en boscos humits d'arbres caducifolis.